# 대구제일중학교
대구제일중학교(大邱第一中等學校)는 대한민국 대구광역시 중구 봉산동에 있는 공립 중학교이다.

## 학교 연혁
- 1940년 3월 18일 : 대구여자상업고등학교 인가
- 1945년 4월 20일 : 개교
- 1951년 8월 20일 : 대구제일여자중학교 인가(신학제에 의한 3년제)
- 1984년 9월 22일 : 대구제일여자상업고등학교 서구 본리동으로 이전, 본교와 분리
- 1987년 3월 1일 : 신축교사 18개 교실 완성, 특수학급 1학급 설치
- 1987년 12월 20일 : 도서관 개축
- 1998년 10월 24일 : 후관 교사 개축
- 2000년 9월 4일 : 급식소 준공
- 2004년 3월 1일 : 대구제일중학교로 교명 변경(남여공학제)
- 2006년 2월 21일 : 강당(구봉관) 준공
- 2006년 9월 12일 : 다목적구장 개설
- 2007년 8월 30일 : 학생식당(송죽헌관) 개관
- 2009년 2월 10일 : 학교도서관 서향각 개관
- 2011년 11월 10일 : 학교잔디운동장 개장식
- 2020년 9월 1일 : 제28대 박해숙 교장 취임
- 2021년 1월 8일 : 제71회 졸업식(졸업생 56명, 총 30,340명)
- 2021년 3월 2일 : 입학식(남 30명, 여 37명 계 67명)

## 참고 자료
- 대구제일중학교 - 한국교육학술정보원 학교알리미